# 交響曲作曲家
交響曲作曲家（こうきょうきょくさっきょくか）は、作曲の重点を交響曲に置いている作曲家のこと。交響曲作家、シンフォニスト。

## 代表的な交響曲作家
- ハイドン
- モーツァルト
- ベートーヴェン
- シューマン
- シューベルト
- ブラームス
- グラズノフ
- ドヴォルザーク
- マーラー
- ブルックナー
- チャイコフスキー
- シンプソン
- ミャスコフスキー
- フランツ・シュミット
- シベリウス
- ホヴァネス
- ティペット
- ニールセン
- ペッタション
- ミヨー
- ラッブラ
- ランゴー
- アッテルベリ
- アホ
- オネゲル
- ヴォーン・ウィリアムズ
- プロコフィエフ
- メラルティン
- アーノルド
- ブライアン
- トゥビン
- ショスタコーヴィチ
- ハルトマン
- ヘンツェ
- シュニトケ
- セーゲルスタム
- 吉松隆